# ハンス・ユットナー

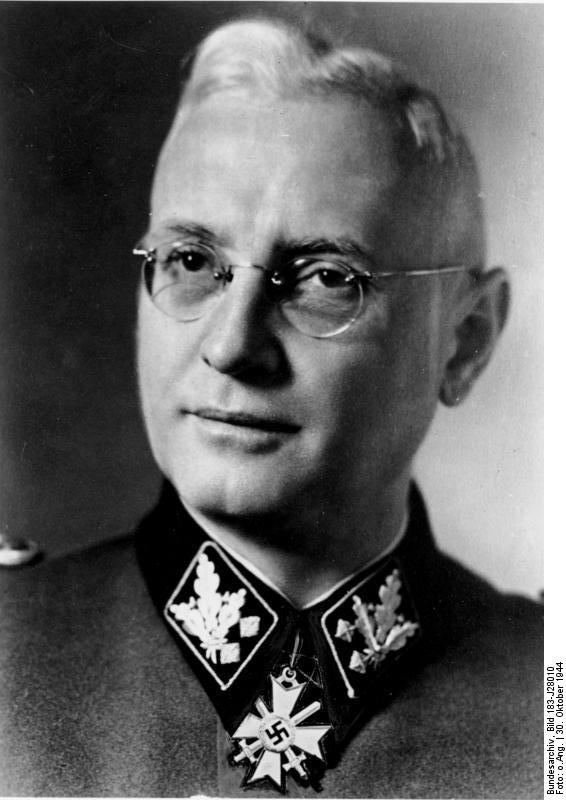
ハンス・ユットナー, 1944年

ハンス・ユットナー（Hans Jüttner、1894年3月2日‐1965年5月24日）は、ナチス・ドイツ親衛隊（SS）の高官。12ある親衛隊の本部の1つ親衛隊作戦本部（SS-FHA）の本部長をつとめた。最終階級は親衛隊大将（Obergruppenführer）および武装親衛隊大将（General der Waffen-SS）。

## 経歴
ドイツ帝国・ポーゼンのシュミーゲル（現在のポーランド領シミギェル）に生まれる。ギムナジウムを終了した後、第一次世界大戦中、ドイツ陸軍に属して従軍した。1915年に少尉に昇進したが、敗戦後の1920年に陸軍から解雇された。その後はセールスマンとして働き、1928年からフリーランサーとなった。
1933年にブレスラウの大学で体育教師となった。このときに突撃隊（SA）と親衛隊（SS）に入隊。1934年にはミュンヘンのSA訓練所の所長となった。1935年以降はもっぱら親衛隊員として活動し、のちに武装親衛隊となる親衛隊特務部隊（SS-VT）に参加した。1936年9月に親衛隊少佐（SS-Sturmbannführer）に昇進のうえ、親衛隊特務部隊のベルリンの司令部に配属された。ユットナーは親衛隊特務部隊の予備隊の監督をつとめた。1940年に入った頃にはユットナーが司令部の中でも最も有力な人物となっていた。
1940年8月15日、「武装親衛隊の作戦指導と一般親衛隊の入営前・退役後の指導・教育を任務とする司令部」として「親衛隊作戦本部」（SS-Führungshauptamt）が新設された。ハインリヒ・ヒムラーが親衛隊作戦本部本部長をしていたが、実務はユットナーに委ねられた。戦時中であったため、武装親衛隊の指揮権は実質的には国防軍が握ったが、武装親衛隊隊員の訓練・配属先の決定・戦線配置・昇進・除隊決定などは親衛隊作戦本部が握っていたため重要な部署であった。
強制収容所の維持にあたっていたリヒャルト・グリュックス率いる親衛隊髑髏部隊もはじめ親衛隊作戦本部の管理下にあった（ただし髑髏部隊は1942年3月17日をもってオズヴァルト・ポール率いる親衛隊経済行政管理本部（Wirtschafts-Verwaltungshauptamt（WVHA））の管理下へ移されている）。
1942年6月にユットナーは親衛隊大将および武装親衛隊大将に昇進した。1943年1月30日にはヒムラーから親衛隊作戦本部長の座を譲られて正式に親衛隊作戦本部長となっている。
1944年7月20日のヒトラー暗殺未遂事件に際して親衛隊全国指導者ハインリヒ・ヒムラーが国内予備軍の司令官に命じられると、ヒムラーはユットナーを代行に任じ、国内予備軍の実務は彼が握るところとなった。
1945年5月17日にイギリス軍の捕虜となった。戦後、1948年に懲役10年の判決を受けたが、翌年には4年に減刑された。その後はバイエルン自由州のバート・テルツでサナトリウムを経営した。1965年に同地で死去。

## 叙勲
- 一級鉄十字章（1914年版）（Eisernes Kreuz(1914) I. Klasse）[4]
- 二級鉄十字章（1914年版）（Eisernes Kreuz(1914) II. Klasse）[4]
- 名誉十字章前線戦士章（Ehrenkreuz für Frontkämpfer）
- 一級鉄十字章略章（Spange zum Eisernen Kreuz I. Klasse）[4]
- 二級鉄十字章略章（Spange zum Eisernen Kreuz II. Klasse）[4]
- 親衛隊全国指導者名誉長剣（Ehrendegen des RFSS）
- 親衛隊名誉リング（SS-Ehrenring）[4]
- 一級および二級剣付戦功十字章（1939年版）（Kriegsverdienstkreuz(1939) II. und I. Klasse mit Schwertern）[4]
- ドイツ十字章銀章（Deutsches Kreuz in Silber） [4][5]
- 剣付騎士戦功鉄十字章（Ritterkreuz des Kriegsverdienstkreuzes mit Schwertern）[4]